# Ivana Brkljačić

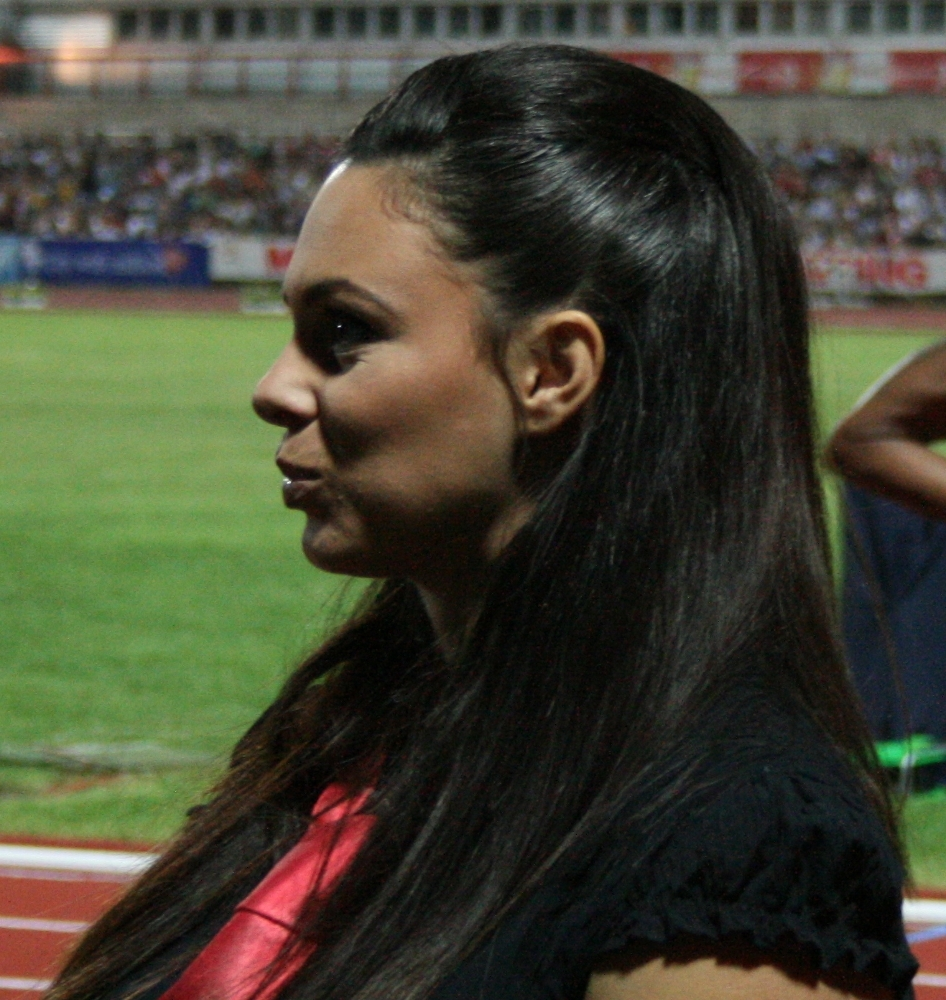
Ivana Brkljačić (Zagreb, 2009)

Ivana Brkljačić (* 25. Januar 1983 in Villingen-Schwenningen) ist eine kroatische Hammerwerferin.

## Biografie
Die in Süddeutschland geborene Ivana Brkljačić zog kurz nach ihrer Geburt mit ihren Eltern in deren Herkunftsort Trnovac bei Gospić, wo sie bis zu ihrem 10. Lebensjahr ihre Kindheit verbrachte. Nach einem Umzug nach Zagreb begann sie regelmäßig Sport zu treiben, zunächst als Basketballerin und Läuferin. Seit 1993 trainiert sie Hammerwurf. Im selben Jahr konnte sie bereits bei den U18-Weltmeisterschaften im polnischen Bydgoszcz mit einem dritten Platz einen ersten internationalen Erfolg erzielen. Seit 2007 beträgt ihre persönliche Bestweite 75,08 m. Sie trainiert beim Zagreber Sportklub AK Dinamo-Zrinjevac, sie ist die erfolgreichste Sportlerin des Vereins.

## Ergebnisse bei internationalen Wettbewerben
1999
- U18-WM in Bydgoszcz – 3. (55,69 m)

2000
- Olympische Spiele in Sydney – 11. (63,20 m)
- Junioren-WM in Santiago de Chile – 1. (62,22 m)

2001
- Junioren-EM in Grosseto – 1. (64,18 m)
- WM in Edmonton – 8. (65,43 m)

2002
- Junioren-WM in Kingston – 1. (65,39 m)
- EM in München – 14. (62,46 m)

2003
- WM in Paris – 35. (60,06 m)

2004.
- Olympische Spiele in Athen – 13. (68,21 m)

2005
- Europäischer Winterwerfercup in Mersin – 1. (71,00 m)
- Europacup in Gävle – 1. (68,25 m)
- WM in Helsinki – 15. (65,63 m)

2006
- Europäischer Winterwerfercup in Tel Aviv – 4. (68,97 m)
- Europacup in Banská Bystrica – 2. (66,52 m)
- EM in Göteborg – 21. (63,31 m)